# Ян Халупка
Ян Халупка (словац. Ján Chalupka; *26 жовтня 1791, Горна-Мічіна, Австрійська імперія — †15 червня 1871, Брезно) — словацький драматург, сатирик, публіцист, прозаїк.

## Біографія
Син священика. Пішов по стопах батька. Після закінчення гімназії вступив до Пряшівського євангелістського колегіуму (1809-1814). Потім до 1817 вивчав теологію, і філософію в Йенском університеті.
З 1814 працював домашнім учителем у Відні і Банська-Бистриці, викладав у гімназії і євангелістському ліцеї в Кежмарок.
З 1824 до кінця життя служив священиком у Брезно. У 1842 входив у число народних депутатів при віденському дворі. Виступав противником угорського шовінізму.

## Творчість
Завдяки своїм театральним постановкам, Ян Халупка по праву вважається одним із засновників словацького національного театру. Перша й найкраща сатирична комедія Халупки «Коцурково, або Як би нам в дурнях не залишитися», який викриває відсталість, самовдоволення, обмеженість дрібнобуржуазних шарів, поклала початок словацької національної драматургії.
Перші свої роботи писав чеською мовою, з 1848 почав писати також і словацькою.
Писав, в основному, п'єси, в яких висміював націонал-патріотизм, угорський шовінізм, підлабузництво, консерватизм і боягузтво словацької дрібної буржуазії. Автор комедій «Все навпаки …» (1832), «Плиска …» (1833).
Крім того, він автор ряду історичних праць і статей, прозових творів. Йому належать сатиричний роман «Бендегуз, Дюла Коломпош і Пишта Куртафорінт» (1841), ряд публіцистичних творів, а також літургійна поезія і проповіді.
Його молодший брат — словацький поет Само Халупка.

## Вибрані драматургічні твори
- 1830 — Kocourkovo, aneb: Jen abychom v hanbě nezůstali
- 1832 — Všecko naopak, aneb: Tesnošilova Anička sa žení a Honzík se vydáva (комедия)
- 1833 — Trasořítka, anebo: Stará láska se předce dočekala
- 1835 — Třinácta hodina, aneb: Však se nahledíme, kdo bude hlásnikem v Kocourkově. Nový i starý vlastnecký kalendář
- 1835 — A vén szerelmes, vagy a Tozházi négy völegény
- 1837 — Starouš plesnivec, anebo Čtyřy svadby na jednom pohřebe v Kocourkově(комедия)
- 1854 — Dobrovoľníci
- 1862 — Huk a Fuk anebo: Prvý apríl
- 1862— Černokňažník
- 1873 — Juvelír